# Kärr, Laholms kommun
Kärr är en småort i Våxtorps socken i Laholms kommun, Hallands län. 